# ريجينا ريتشاردز
ريجينا ريتشاردز (بالإنجليزية: Regina Richards)‏ هي مغنية أمريكية، ولدت في 22 أبريل 1954 في بروكلين في الولايات المتحدة.

## وصلات خارجية
- ريجينا ريتشاردز على موقع IMDb (الإنجليزية)
- ريجينا ريتشاردز على موقع ميوزك برينز (الإنجليزية)
- ريجينا ريتشاردز على موقع أول ميوزيك (الإنجليزية)